# Río Parapetí
Der Río Parapetí ist ein Fluss im Tiefland des südamerikanischen Anden-Staates Bolivien.
Die Quellregion des Río Parapetí liegt im südöstlichen Teil der bolivianischen Cordillera Central. Da der Fluss seinen Namen erst ab dem Zusammenfluss von Río Azurduy und Río Caraballo trägt, ist die Frage, welches die Quelle des Parapetí ist, wissenschaftlich noch nicht geklärt. Der längste Zufluss oberhalb des Zusammenflusses ist knapp 48 km lang und entspringt auf einer Höhe von 2.679 m am Tihu Kasa, einem Gipfel etwa 7 km nordöstlich von Torrecillas, dem zentralen Ort des Kanton Las Casas.
Der Río Parapetí fließt ab seiner Quelle auf den ersten 80 km in weitgehend südlicher Richtung und wendet sich auf den folgenden 60 km in etwa östlicher Richtung. Danach fließt er bis zur Mündung des Río Bañado nach Norden, die folgenden 150 Kilometer bis zum endgültigen Verlassen der Vorgebirge wieder in östlicher Richtung, danach in nordöstlicher Richtung. 
Wichtige Ortschaften am Flusslauf sind San Juan del Piraí (km 110), San Pablo de Huacareta (km 140), Camiri und Choreti (km 270), und San Antonio del Parapetí (km 343).
Der Fluss hat eine Gesamtlänge von über 500 km, aufgrund seiner unregelmäßigen Wasserführung ist er nicht schiffbar, wird auf einigen Passagen bei guter Wasserführung jedoch als Wildwasserstrecke genutzt. Nach Passieren der östlichsten Vorgebirgsketten der Cordillera Central erreicht er das bolivianische Tiefland des Gran Chaco und fließt dann in nordöstlicher Richtung in das Feuchtgebiet der Bañados de Izozog, wo der Fluss nach und nach versickert.

## Siehe auch

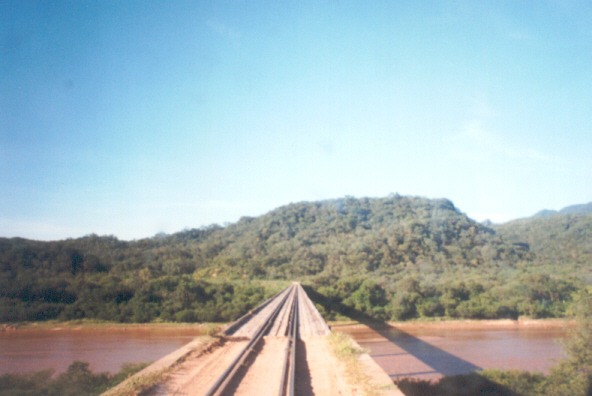
Eisenbahnbrücke über den Río Parapetí bei San Antonio